# Platoon (транспорт)
У керуванні транспортними засобами, рух колонами або скупчення це спосіб керування  групою транспортних засобів. Мається на увазі підвищення пропускної спроможності доріг за допомогою автоматизованої системи автомобільних доріг.
Колони зменшують відстані між автомобілями або вантажівками, використовуючи електронний, а можливо, і механічний зв'язок. Ця можливість дозволить багатьом автомобілям або вантажівкам одночасно розганятися або гальмувати. Ця система також забезпечує більш тісний проїзд  транспортних засобів, усуваючи відстань реакції, необхідну для реакції людини.
Можливість руху колонами може потребувати придбання нових транспортних засобів, або модернізації існуюючих. Водії, ймовірно, потребуватимуть спеціального посвідчення, враховуючи нові необхідні навички та додаткову відповідальність під час руху у потоці.
Розумні машини зі штучним інтелектом мають  автоматично приєднуватися та залишати колони. Автоматизована система автомобільних доріг - це пропозиція щодо системи, де машини організовуються у колони від 8 по 25.

## Потенційні вигоди
- Економія пального за рахунок зниження опору повітря.
- Зменшення заторів.
- Значно коротші маршрути в пікові періоди.
- Під час тривалих поїздок по автостраді транспортні засоби, перебуваючи в даному режимі,  можуть бути переважно без нагляду.
- Менше транспортних аварій.

## Потенційні недоліки
- Деякі системи зазнали збоїв у трафіку, оскільки їх зламали з віддалених комп’ютерів, що створило небезпечну ситуацію.[2][3][4][5]
- Водії відчували б менше контролю над власним керуванням, перебуваючи під керівництвом комп'ютерного програмного забезпечення або головного водія.
- Водії можуть бути менш уважними, ніж зазвичай, і вони не зможуть так швидко реагувати на несприятливі ситуації, якщо програмне забезпечення або обладнання відмовить.

## Автоматизована система шосе
Автоматизована система автомобільних доріг (AHS) або розумна дорога - це запропонована технологія інтелектуальної транспортної системи, розроблена для забезпечення безпілотних автомобілів  на спеціально визначених шляхах. Найчастіше її рекомендують як засіб зменшення заторів, оскільки це дозволило б різко скоротити безпечну відстань між автомобілями, тим самим дозволяючи більшій кітькості автомобілів проїжджати даною ділянкою дороги.

### Принцип
За однією схемою, на проїжджій частині дороги встановлено намагнічені шипи з нержавіючої сталі, що розташовані  на відстані один метр один від одного. Зв'язок між автомобілем та шипами дозволяє  виміряти швидкість і знайти центр смуги. Крім того, шипи можуть розташовуватись південним або північним полюсом догори. Таким чином, проїжджа частина забезпечує невелику кількість цифрових даних, що описують зміни та рекомендовані швидкості.
У автомобілях є гідропідсилювач керма і автоматичне управління швидкістю, якими керує комп’ютер.
Транспортні засоби організовуються у колони з 8 до 25 машин. Автомобілі в колоні проїжджають на відстані один метр один від одного, щоб опір повітря був мінімальним. Відстань між колонами дорівнює звичайному гальмівному шляху. Якщо щось піде не так, максимальна кількість пошкоджених машин має бути в одній колоні.
Огляд систем руху у колонах наведено в Bergenhem et al. 
Рух вантажних автомобілів колоною запропоновано як концепція зменшення споживання енергії напівпричепів та підвищення доцільності використання електричних напівпричепів. Значних заощаджень можна досягти, якщо рух у колоні можна було поєднати з відпочинком водіїв під час руху у зв'язці. Ці заощадження значно перевищують пряму економію палива .

### Перші дослідження
Дослідження по AHS було започатковано командою з Державного університету штату Огайо на чолі з доктором Робертом Е. Фентоном на основі фінансування Федеральної адміністрації автомобільних доріг США. Їх перший автоматизований транспортний засіб був побудований у 1962 році, і, як вважають, це перший наземний транспортний засіб, який містить комп'ютер. Рульове управління, гальмування та швидкість регулювалися за допомогою бортової електроніки, яка заповнювала багажник, заднє сидіння та більшу частину передньої частини пасажирської сторони автомобіля. Дослідження тривали в OSU, поки федеральне фінансування не було скорочено на початку 1980-х.

### Впровадження

#### Сполучені Штати
Проект, спонсорований USDOT, Національним консорціумом з автоматизованих систем автомобільних доріг (NAHSC), прототип автоматизованої системи автомобільних доріг, був випробуваний у графстві Сан-Дієго, Каліфорнія, у 1997 р. Разом з Interstate 15. Однак, незважаючи на технічний успіх програми, інвестиції перейшли більше до автономних інтелектуальних транспортних засобів, а не до створення спеціалізованої інфраструктури. Система AHS розміщує сенсорні технології в автомобілях, які можуть читати пасивну дорожню розмітку, а також використовує радіолокаційні та міжмоторні комунікації, щоб змусити автомобілі організовуватися без втручання водіїв. Таку автономну систему круїз-контролю розробляють Mercedes-Benz, BMW, Volkswagen та Toyota.
Федеральне управління автомобільних доріг у 2013 році профінансувало два дослідницькі проекти руху у колонах важких вантажних автомобілів (без автоматики управління рулями). Один очолює університет Оберн  з Peterbilt, Американськими асоціаціями вантажоперевезень, Meritor Wabco та Peloton Technology, а другий очолює Міністерство транспорту Каліфорнії, яке має УК Берклі та Volvo Trucks.

#### SARTRE
Проект SARTRE ( Безпечні дорожні поїзди для навколишнього середовища ) - це проект, який фінансується Європейською Комісією з вивчення руху в колонах на незмінених європейських автомагістралях. Проект розпочався у вересні 2009 року, і колони транспортних засобів, передбачені проектом SARTRE, являють собою супровід транспортних засобів, в яких професійний водій у провідному транспортному засобі прямує по лінії, що стежить за автомобілями. Кожен наступний транспортний засіб самостійно вимірює відстань, швидкість і напрямок і підлаштовується під автомобіль попереду. Опинившись у колоні, водії можуть робити і інші речі, поки транспортна група рухається до свого дальнього призначення. Усі транспортні засоби від'єднані та можуть покинути процесію в будь-який час.
У січні 2011 року SARTRE здійснив першу успішну демонстрацію своєї технології колон на Volvo Proving Ground поблизу Гетеборга, Швеція, в ході якої за ведучою вантажівкою рухався автомобіль. У січні 2012 року SARTRE здійснив другу демонстрацію в Барселоні, Іспанія, під час якої за ведучою вантажівкою слідували три машини, які повністю автономно рухалися зі швидкістю до 90 км/год (56 миля/год) з проміжком між ними більше 6 м (20 фут). Компаніями, які брали участь у SARTRE, були Volvo Trucks та Volvo Car Corporation.
Проблема організації руху колонами вантажівок ЄС
Під час свого головування в Європейському Союзі у 2016 році Нідерланди організували Європейський челендж руху колонами вантажних автомобілів. Шість марок автоматизованих вантажних автомобілів  - вантажівки DAF, Daimler Trucks, Iveco, MAN Truck & Bus, Scania AB та Volvo Trucks - курсували громадськими дорогами з кількох міст Європи до Нідерландів.